# Kuře huli-huli
Kuře huli-huli je jeden z pokrmů havajské kuchyně. Kuřecí maso se nejprve marinuje v huli-huli omáčce a pak se griluje. Marináda huli-huli se skládá ze dvou hlavních složek – sojové omáčky a zázvoru. K nim se často také přidává česnek, kečup, cukr, sherry. Tato marináda se používá i pro přípravu jiných druhů masa, například vepřového.